# Xã Llanos, Quận Sherman, Kansas
Xã Llanos (tiếng Anh: Llanos Township) là một xã thuộc quận Sherman, tiểu bang Kansas, Hoa Kỳ. Năm 2010, dân số của xã này là 51 người.